# Xenylla gisini
Xenylla gisini är en urinsektsart som beskrevs av Cardoso 1968. Xenylla gisini ingår i släktet Xenylla och familjen Hypogastruridae. Inga underarter finns listade i Catalogue of Life.